# اضطرابات مارس
اضطرابات مارس (بالسويدية: Marsoroligheterna) سلسلة من أعمال الشغب وقعت في العاصمة السويدية ستوكهولم خلال ثورات 1848.

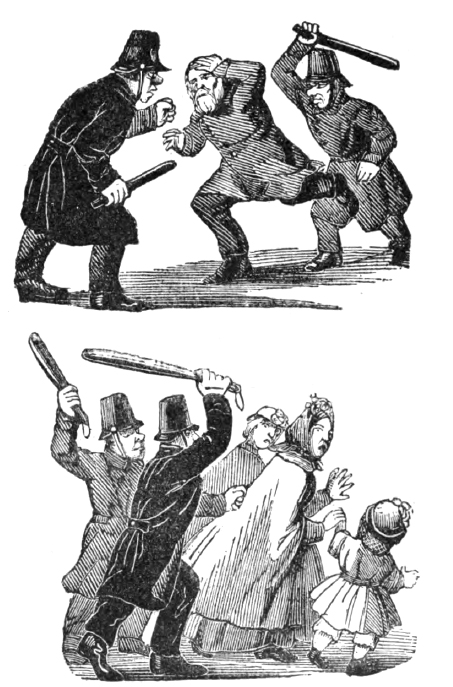
رسوم من مجلة سونداغس-نيسه 1892.

وصلت أخبارُ الثورةِ الفرنسية لعام 1848 العاصمةَ ستوكهولم في 2 مارس 1848. وفي صبيحة 18 مارس، واجهت الشرطةُ المظاهراتِ المتحدية للحكومة والمطالبة بالإصلاحات في جميع أنحاء العاصمة، من بينها إصلاح حق الاقتراع والانتخاب. وفي عصر ظهر ذلك اليوم، أُثيمت مأدبة في فندق دي لا كرويكس. تجمعت جماهيرٌ في ميدان برونكيبيريستوري خارج الفندق، وهددوا بدخول المبنى. قمعت الشرطةُ الحشد واعتقلت البعض، مع أن المتظاهرين دافعوا عن أنفسهم برمي الحجارة.
و في المساء، تجمع حشدٌ بين القصر الملكي والكنيسة الكبيرة. قام الملك الاوسكار الاوسكار - والذي كان يحضر أداء جيني ليند في دار الأوبرا السويدية الملكية - بمقابلة المتظاهرين في منحدر الكنيسة الكبيرة، استمع إلى شكاويهم وأمر بالإفراج عن المعتقلين، وهكذا تفرق الحشد.
تجمع لاحقاً حشدٌ آخر في نفس اليوم، وقاموا برشق الحجارة على نوافذ في ميدان غوستاف أدولف، وشارع الملكة، وبلاسيهولمن، من بينهم نوافذ رئيس الأساقفة فينغورد.
و في 19 مارس، تجمعت جماهيرٌ مرةً أخرى، ونهبت المحلات التجارية. وعندما رفض حشدٌ في منحدر الكنيسة الكبيرة أن يتفرقوا، استدعى الملك الميليشيا. وأُطلقت النيران، مما أدى إلى 18 إصابة من المتظاهرين. وفي شارع نورا سميديه، اقتحم العسكر متراساً. ومن بين طبقو التجار الأغنياء تشكلت ميليشيات خاصة للحفاظ على الأمن.
اليوم التالي كان هادئاً. وفي 21 مارس، وصلت تعزيزاتٌ من الجيش إلى العاصمة لتكون في متناول اليد في حالة المزيد من أعمال الشغب؛ ولكن لم يحدث أي شيء.